# Vajillas de Qingbai

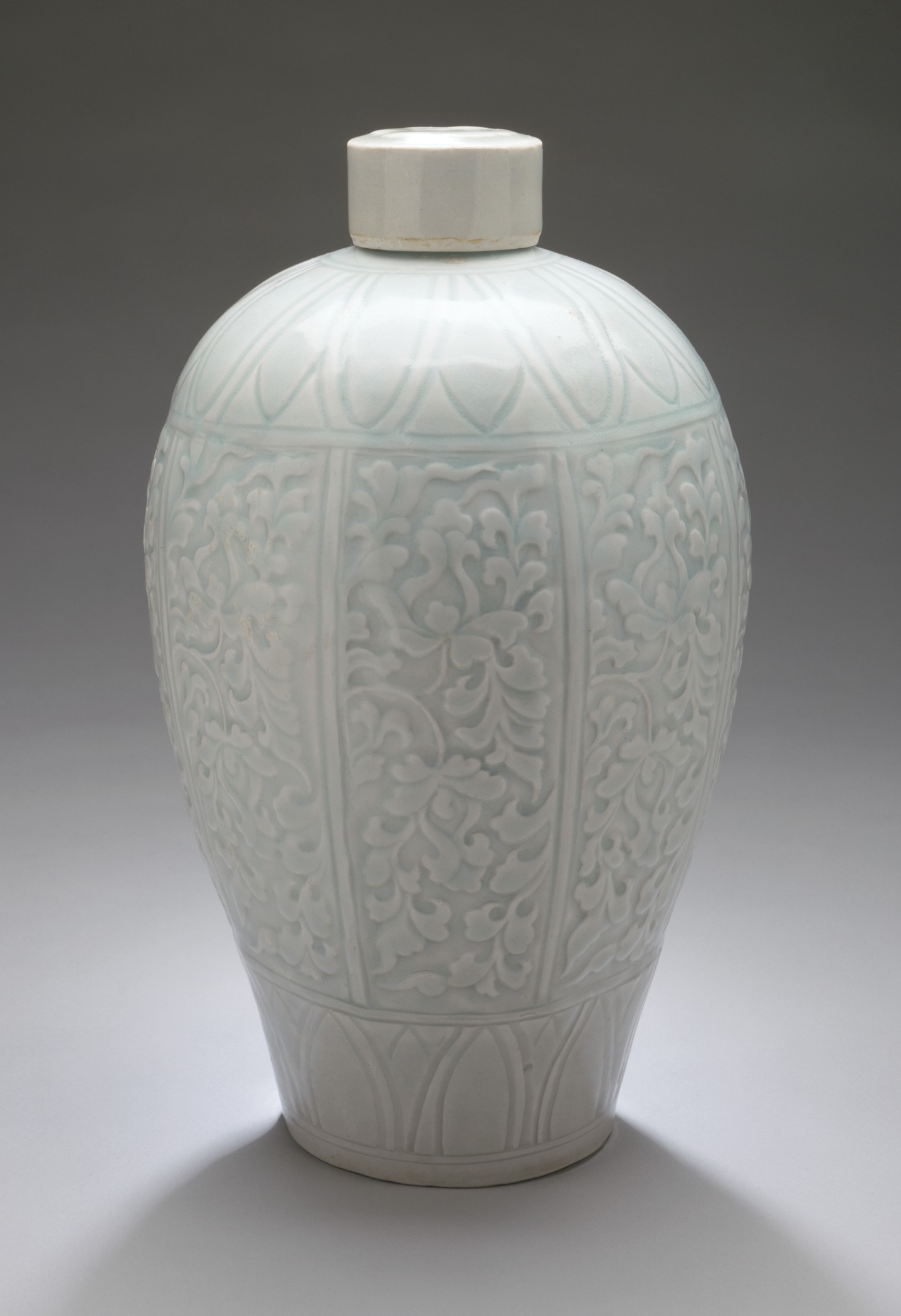
Jarrón con tapa (meiping) de loto, cerámica Qingbai, periodo Song del Sur. El vidriado suele acumularse en las hendiduras talladas, donde el color es más intenso.

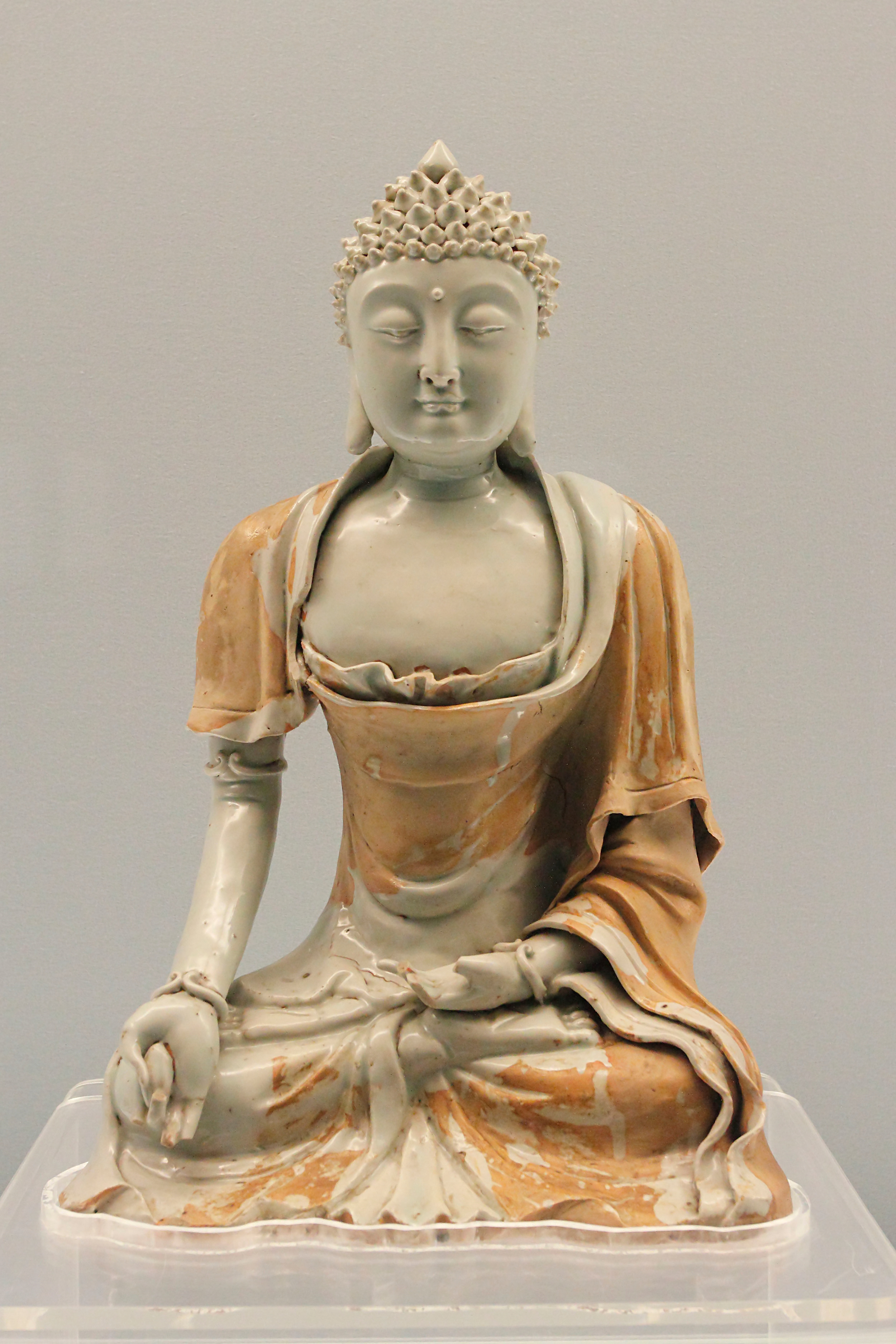
Estatua de Buda, Jingdezhen, 1271-1368

La loza Qingbai (青白 qīngbái "verde-blanco", antes "Ch'ing-pai", etc.) es un tipo de porcelana china producida bajo las dinastías Song y Yuan, definida por el vidriado cerámico utilizado. La loza Qingbai es blanca con un tinte azul verdoso, y también se conoce como Yingqing ("verde sombra", aunque este nombre data sólo del siglo XVIII). Se fabricaba en la provincia de Jiangxi, en el sureste de China, en varias localidades, entre ellas Jingdezhen, y es el primer tipo de porcelana que se produjo a gran escala. Sin embargo, en aquella época no era una vajilla especial, y se utilizaba sobre todo para enterramientos y exportaciones, o para un mercado chino de rango medio. La calidad es muy variable, reflejo de estos diferentes mercados; las mejores piezas pueden ser de paredes muy finas.
La loza Qingbai se fabricaba con un cuerpo de porcelana blanca, cocido con un vidriado que producía un ligero tinte azul verdoso. En los hornos se utilizaba madera de pino como combustible, lo que producía una atmósfera reductora. La vajilla de Qingbai era utilizada por los plebeyos, y no parece que se fabricara para uso imperial; su calidad sólo llegó a ser apreciada por los coleccionistas varios siglos más tarde. En el siglo XIV, los mismos fabricantes se pasaron a la nueva porcelana azul y blanca, utilizando el mismo cuerpo, lo que supuso el fin de la loza Qingbai.
Se fabricaban muchos tipos de objetos: además de los platos y cuencos habituales, había teteras y pequeñas cajas redondas con tapa, normalmente descritas como para cosméticos. Entre los objetos funerarios había altas urnas con complicados y abarrotados conjuntos de figuras. También hay figuras funerarias, aunque con menos esmero que las famosas figuras sancai de la dinastía Tang. Las pequeñas estatuas de Buda, a menudo con el pelo, la ropa y los accesorios muy detallados, son de época tardía.
Se utilizaron diversas técnicas de moldeado, tendiendo las formas básicas a evolucionar a lo largo del periodo desde vasijas de torno decoradas con talla a cuchillo (incisas) o decoración impresa, hasta cuerpos moldeados. Las formas y la decoración tenían mucho en común con la cerámica Ding del norte de China; de hecho, la cerámica blanca de Jingdezhen anterior a Qingbai se conoce como "Ding del Sur".

## Historia

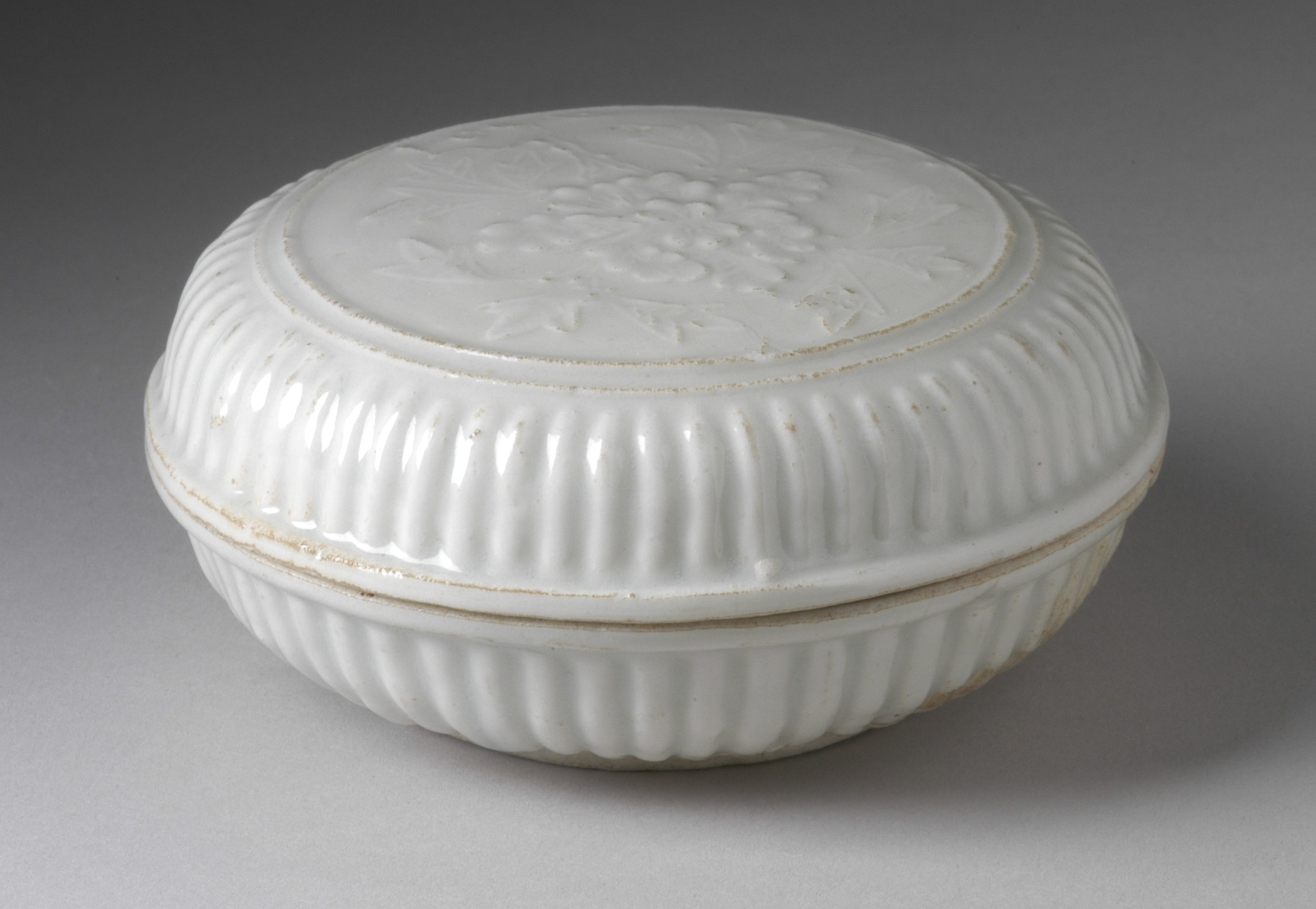
Caja con tapa (He) y espiral floral, dinastía Yuan, siglos XIII-XIV

El Qingbai apareció inicialmente en el periodo Song del Norte, entre 960 y 1127, y se convirtió en un artículo muy codiciado en el mercado chino. Se hizo aún más popular durante el periodo Song del Sur, que duró aproximadamente de 1127 a 1279. También se exportaba a los países vecinos.
Se han desenterrado hornos para fabricar cerámica Qingbai en muchas provincias chinas, lo que sugiere una gran popularidad y esfuerzos generalizados por duplicar Qingbai en todo el país. Las excavaciones en el horno de Jizhou revelaron un gran número de fragmentos desechados de Qingbai, debajo de las capas de cerámica pintada de marrón y blanco. Está claro que Jizhou era uno de los lugares secundarios donde se producía esta cerámica.
Una pieza individual significativa de la cerámica de Qingbai es el jarrón de Fonthill, que llegó a Europa en 1338, poco después de su fabricación, y es la cerámica china más antigua que ha sobrevivido en Europa desde la época medieval. Al parecer, fue un regalo a Luis El Grande de Hungría, que parece haberlo recibido de una embajada china que iba a visitar al Papa Benedicto XII en 1338. El jarrón fue montado entonces con un asa y una base de plata, transformándolo en aguamanil, y transferido como regalo a su pariente angevino Carlos III de Nápoles en 1381. Actualmente, tras perder sus monturas medievales, se encuentra en el Museo Nacional de Irlanda.
Posteriormente, el qingbai también se produjo en Japón, donde se conoce como seihakuji.
Se pagó un precio récord en subasta por una estatua de Guanyin sentada, que recaudó 25.300.000 HKD (3.267.338 USD) en Christie's de Hong Kong en 2011.

## Características
La loza Qingbai no se considera parte de los wu wei ce, Cinco Grandes Hornos, o cinco lozas clásicas de la dinastía Song. La cerámica Qingbai es una cerámica Ding que ha alcanzado una verdadera translucidez y tiene un cuerpo de porcelana blanca pura con un vidriado verde azulado. Los fabricantes de Qingbai consiguieron esta translucidez utilizando una piedra de porcelana de grano fino que contenía caolín de forma natural y que servía de soporte a recipientes de paredes finas. El caolín, uno de los minerales más comunes de la arcilla, da a la porcelana el color blanco verdadero y permite que la vasija se encoja lo menos posible, pero no parece que se le añadiera, al menos en Jingdezhen en las primeras cerámicas. La loza Qingbai alcanzó su apogeo entre los siglos siglo X y XIII, centrada en la provincia sudoriental de Jiangxi y en la ciudad de Jingdezhen, pero continuó hasta mediados del siglo XIV.
Además de los avances químicos que permitieron la creación de vasijas de paredes finas, Qingbai se distingue por su vidriado liso y vidrioso, conseguido mediante el uso de una pequeña cantidad de hierro en un horno de cocción por reducción. El resultado es el característico acabado teñido de azul verdoso. Muchos de los motivos utilizados en la decoración proceden del textil. La cerámica Qingbai también tomó prestada y mejoró la decoración de las cerámicas Ding y Yaozhou. Los bordes exteriores de muchas vasijas, sobre todo hacia el final de la producción, están decorados con minuciosos detalles y pedrería. A principios del siglo XIV, los alfareros de Jingdezhen crearon un cuerpo cerámico más resistente añadiendo más caolín a la arcilla. Este tipo de cerámica se conoce como luanbai (cáscara de huevo blanca) por su vidriado opaco. La cerámica luanbai duró poco, pero sirvió para sentar un precedente para nuevas mezclas de arcilla.

## Imágenes

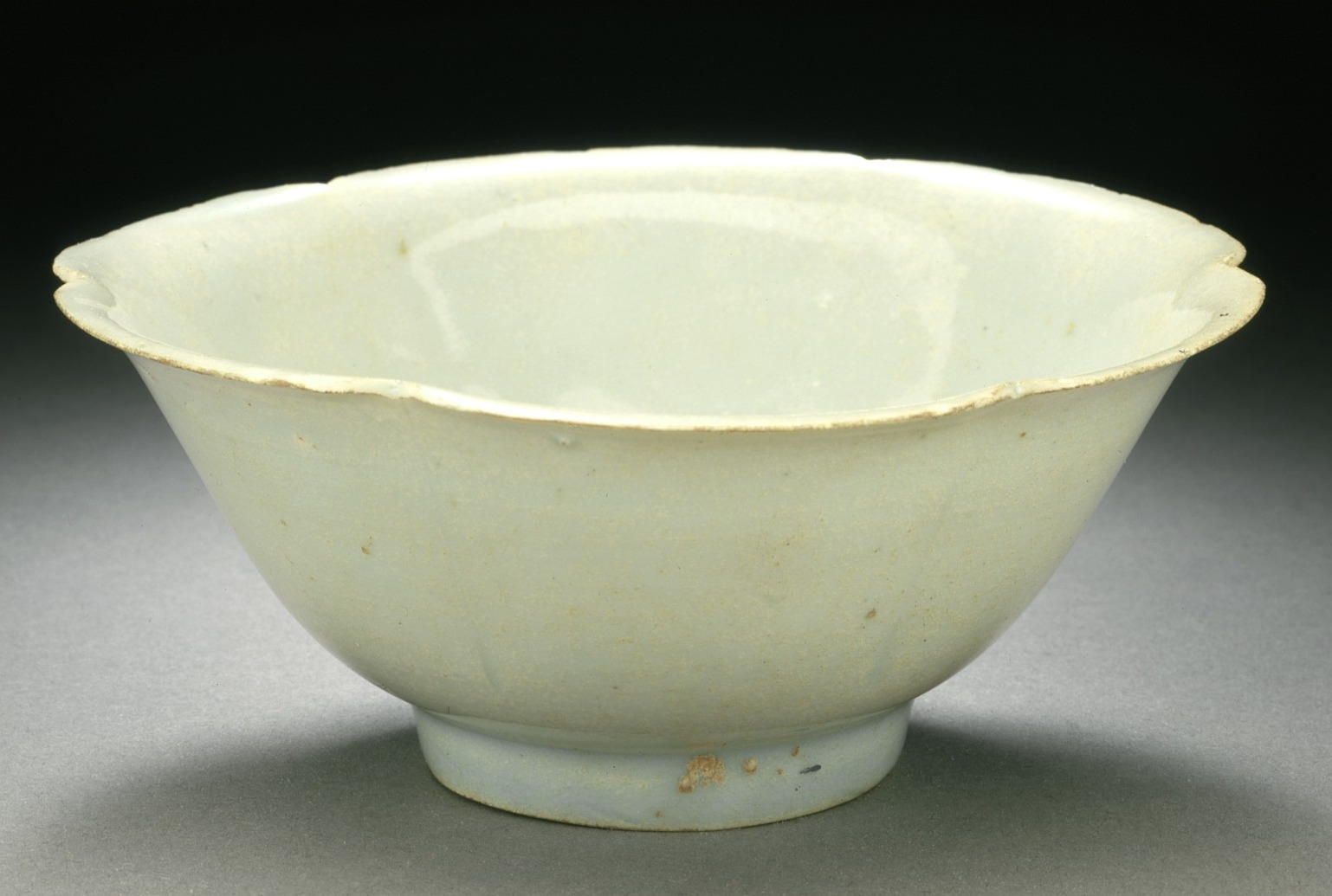
Cuenco (wan) en forma de flor de ciruelo, finales del Song del Norte o principios del Song del Sur, hacia 1100-1200.
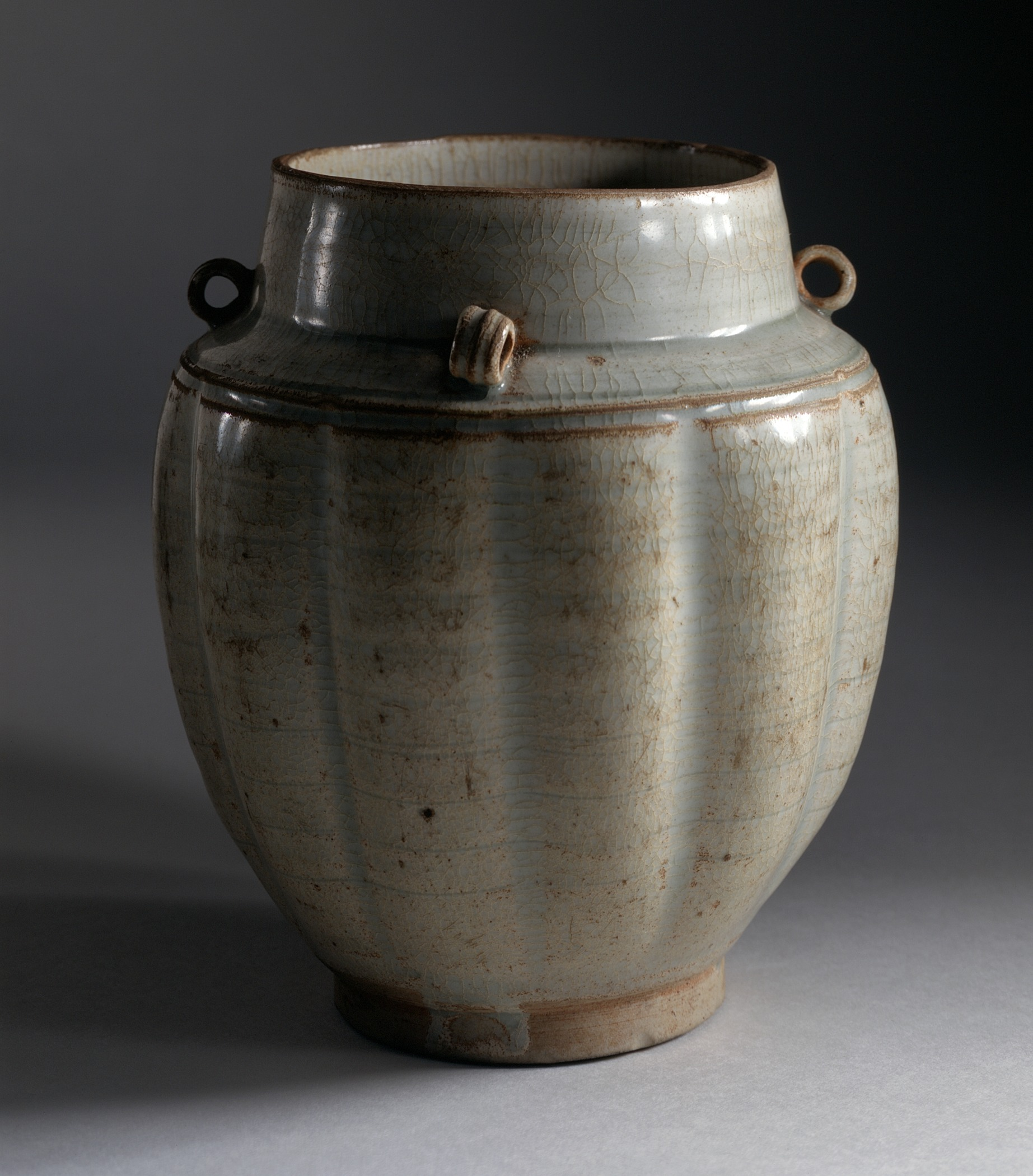
Jarra acanalada (Quan) con lazos en el hombro, dinastía Song del Norte, 960-1127; el marrón procede de óxidos de hierro añadidos.
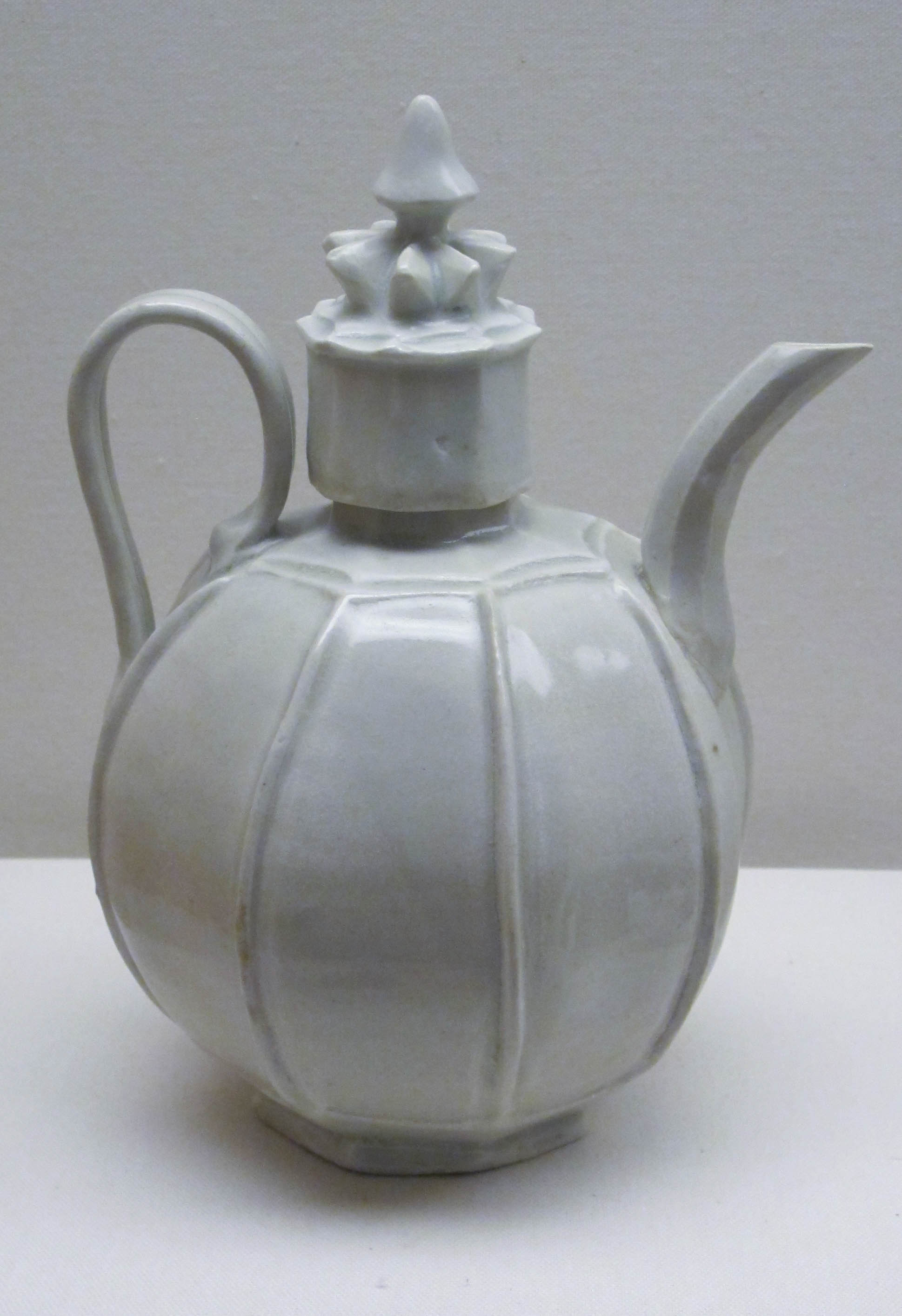
Aguamanil con tapa, Song.
Jarrón Song Meiping con aerosoles florales tallados.
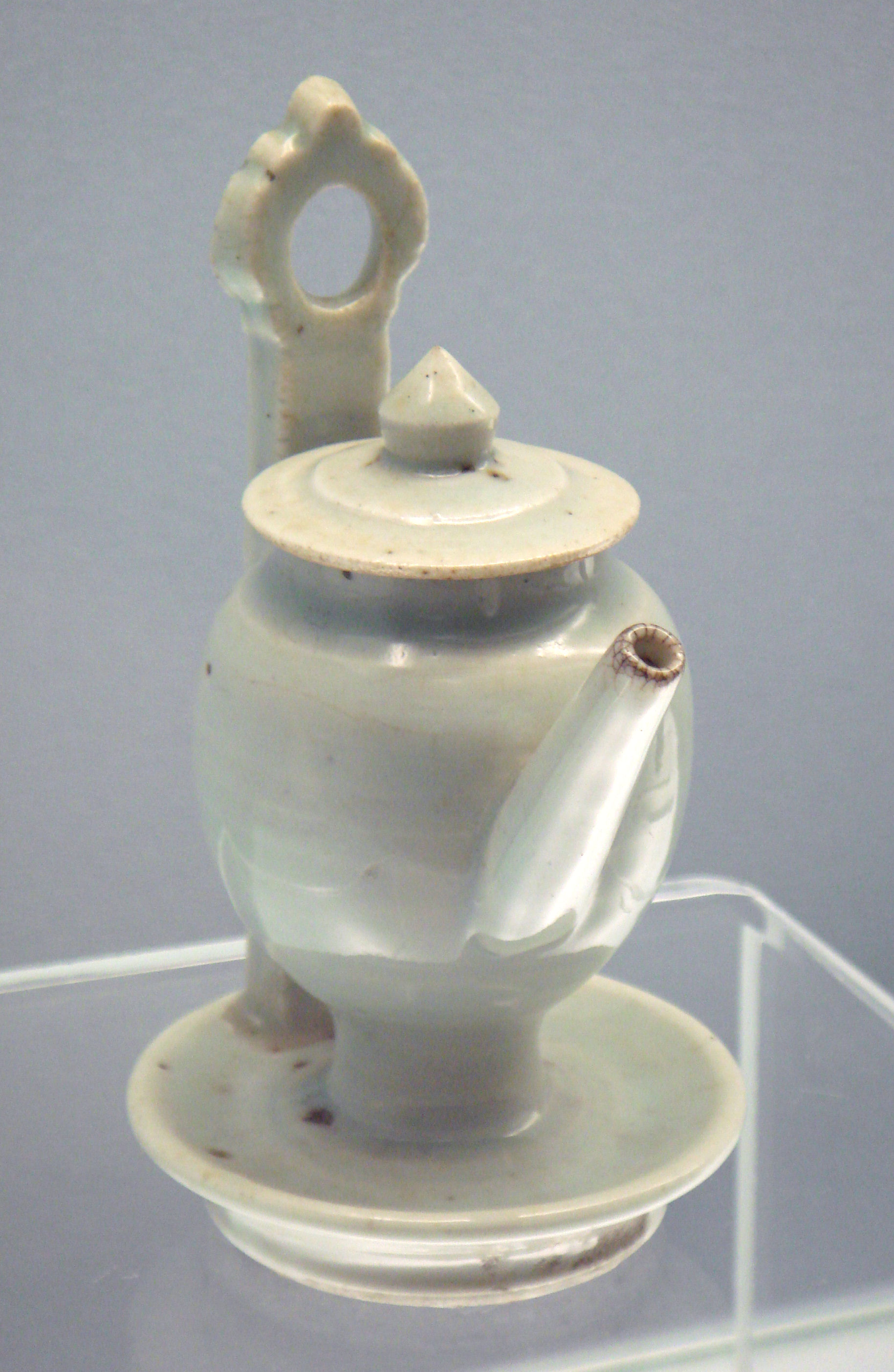
Lámpara vidriada Qingbai, Jingdezhen, Yuan, 1271-1368.
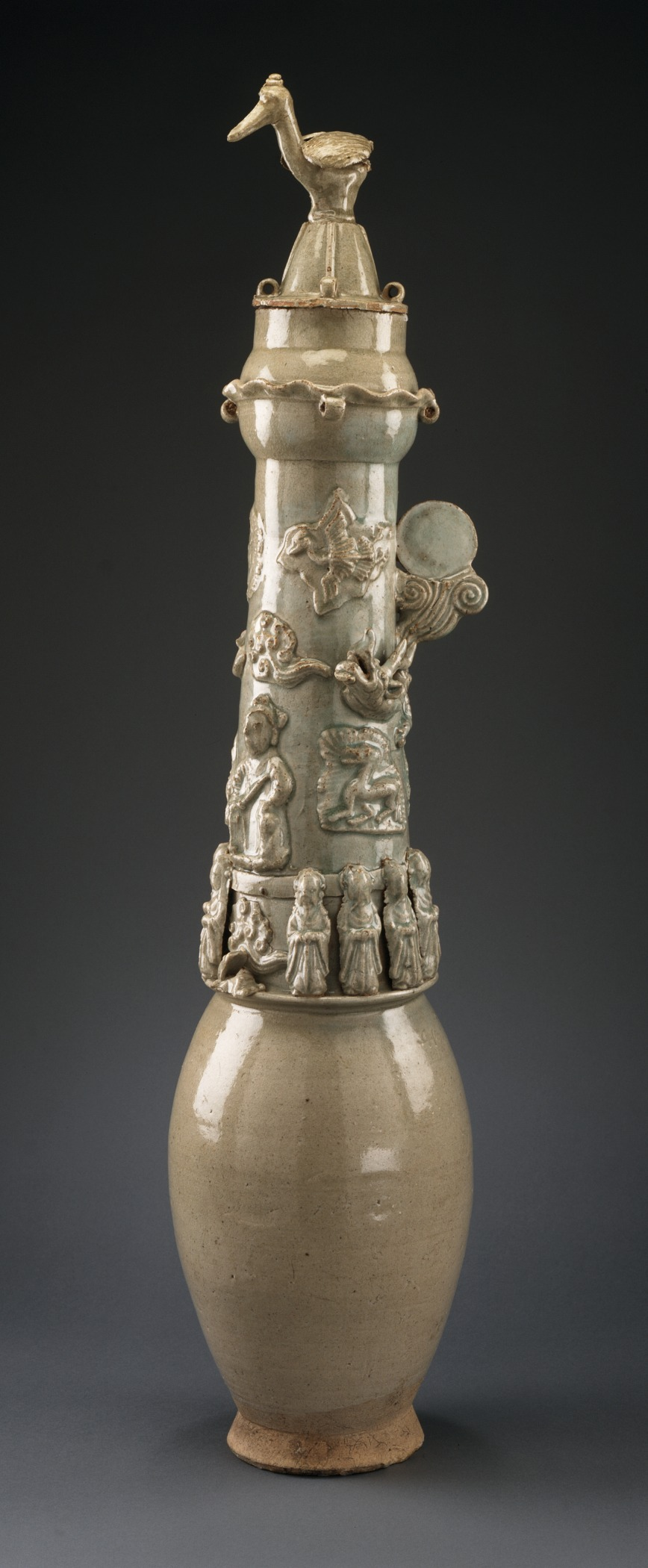
Urna funeraria con tapa (Ping) con grulla y dragón, finales de la dinastía Song del Sur, hacia 1200-1279.
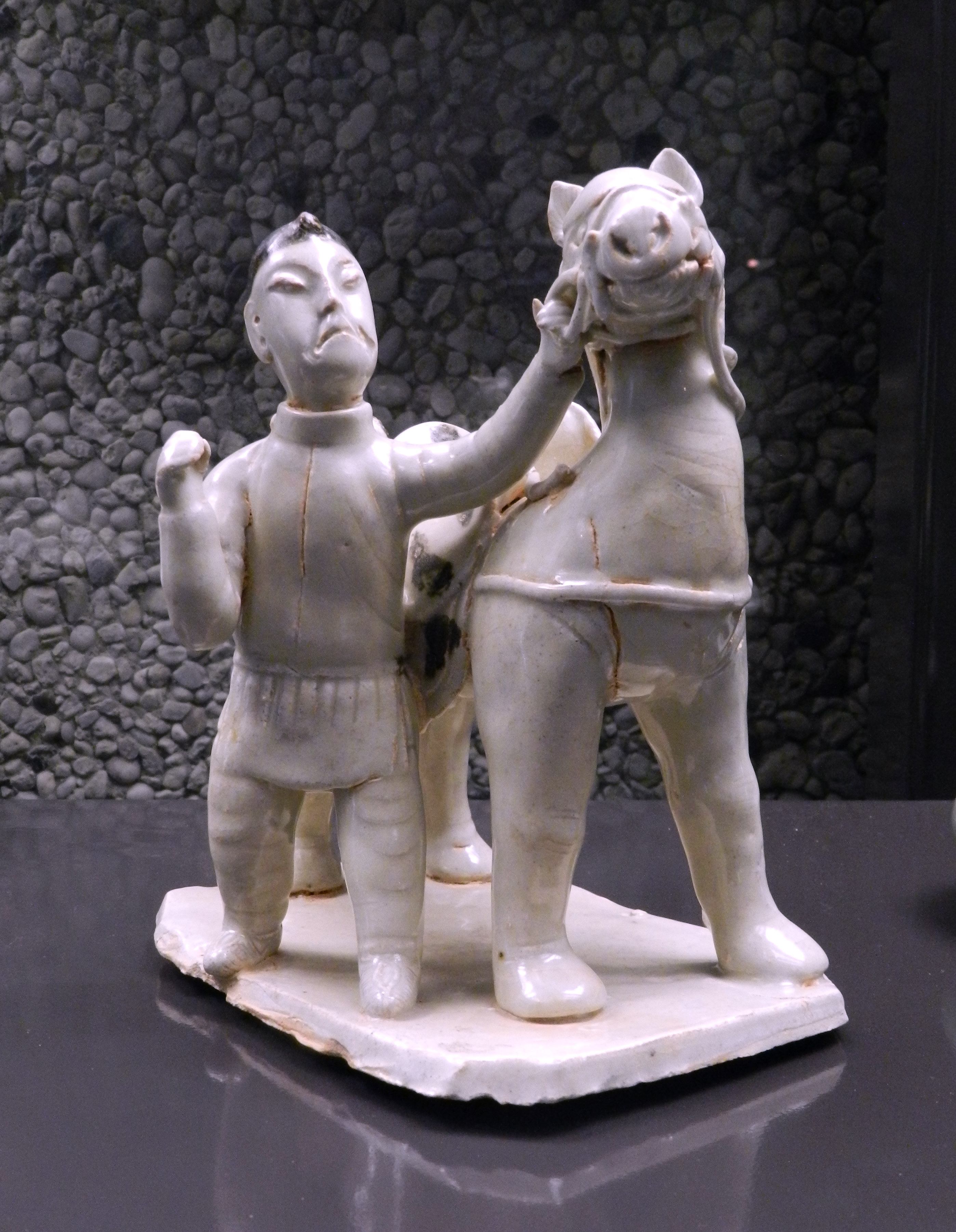
Caballo y mozo, figuras de tumba, dinastía Yuan.
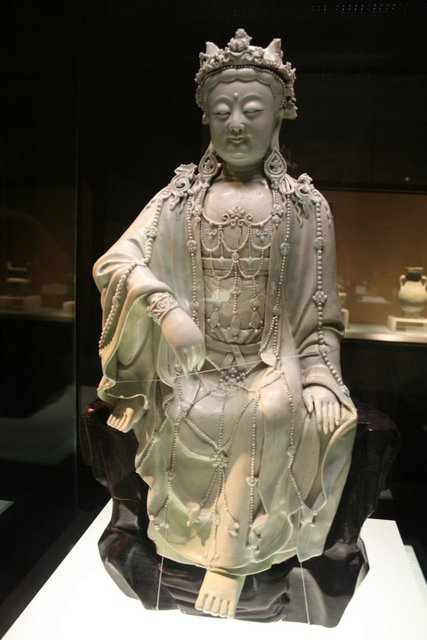
Estatua de Guanyin, dinastía Yuan.
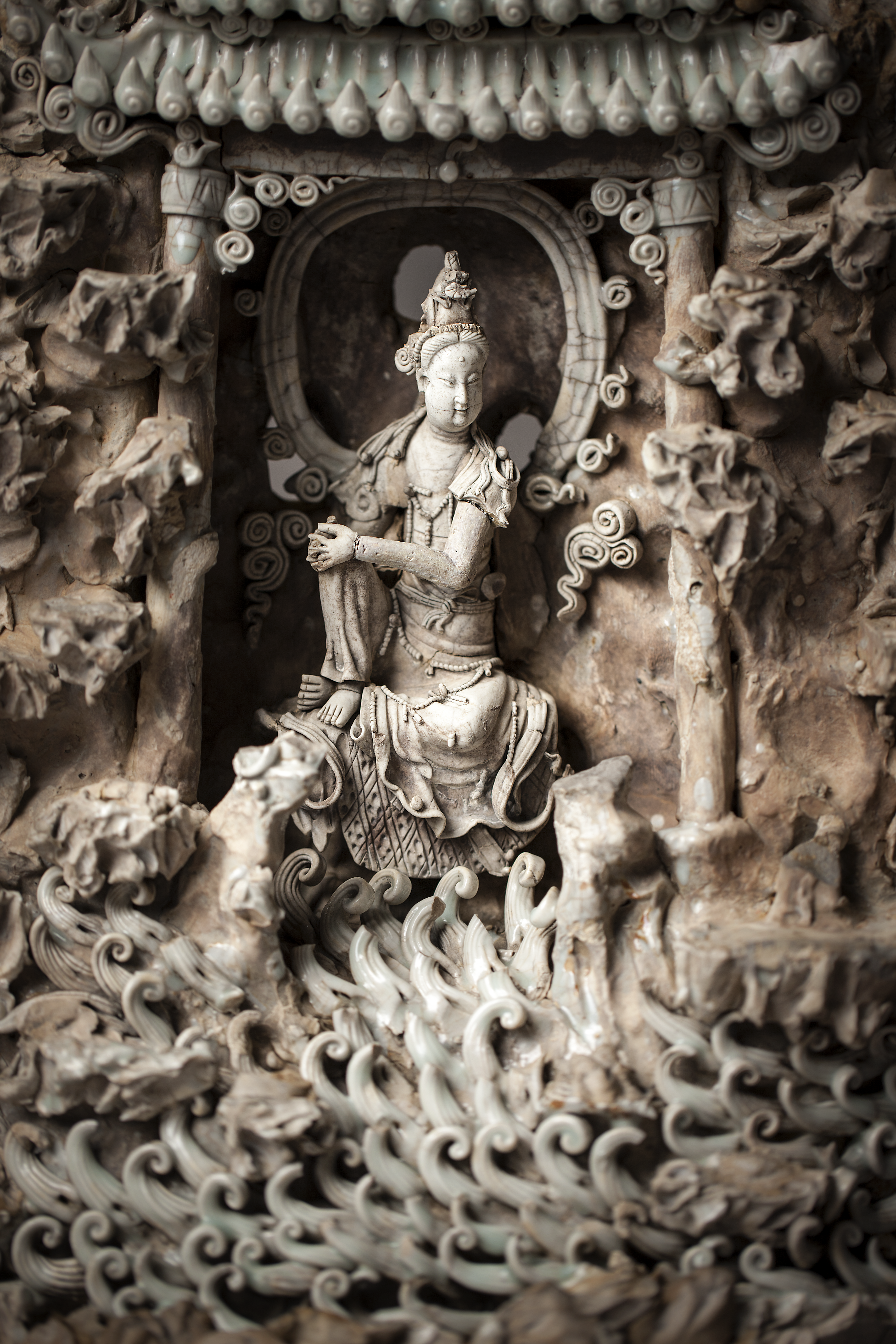
Detalle de un elaborado relicario parcialmente vidriado, de casi 30 cm de altura, 1280-1330.
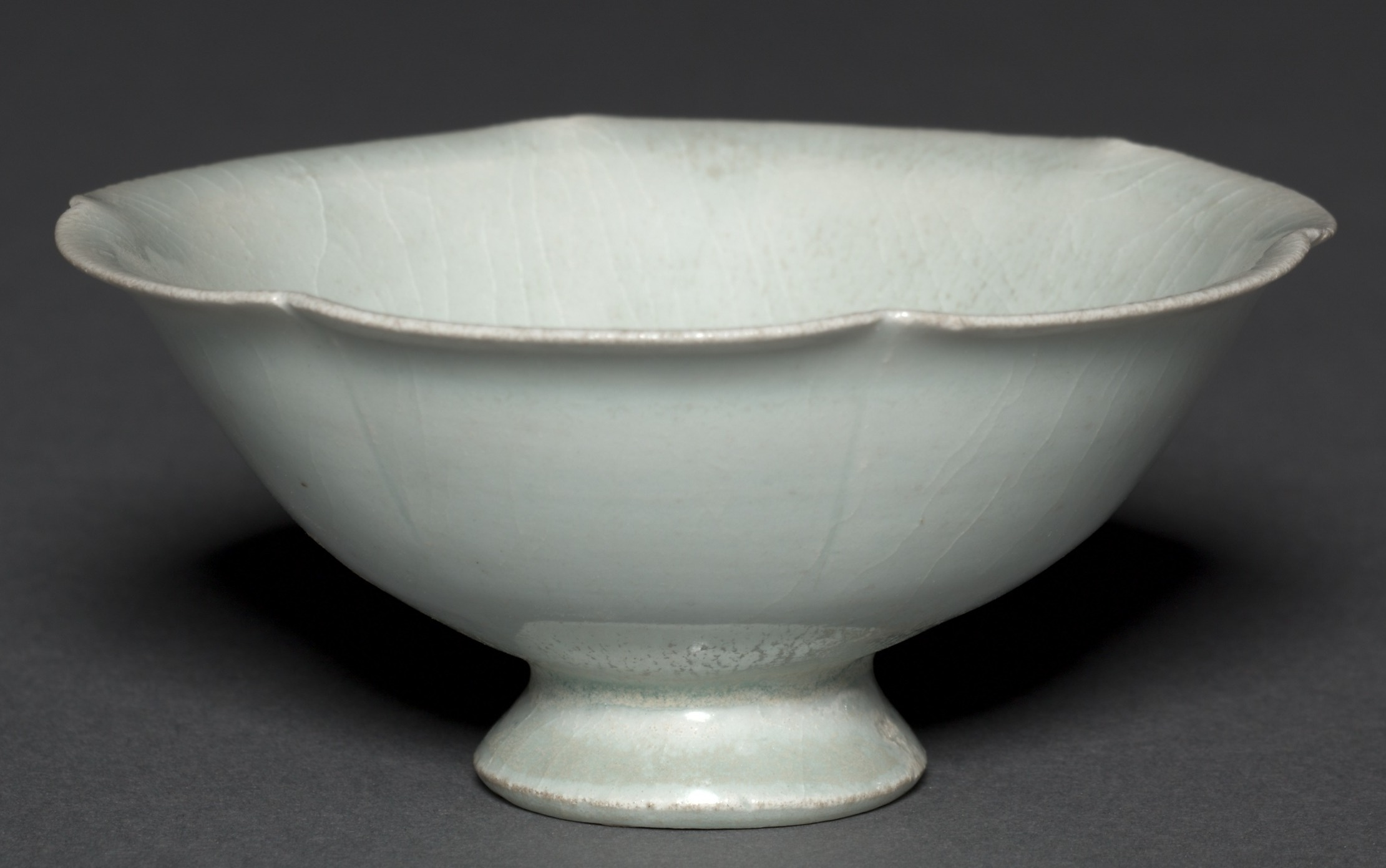
Taza Song del sur.
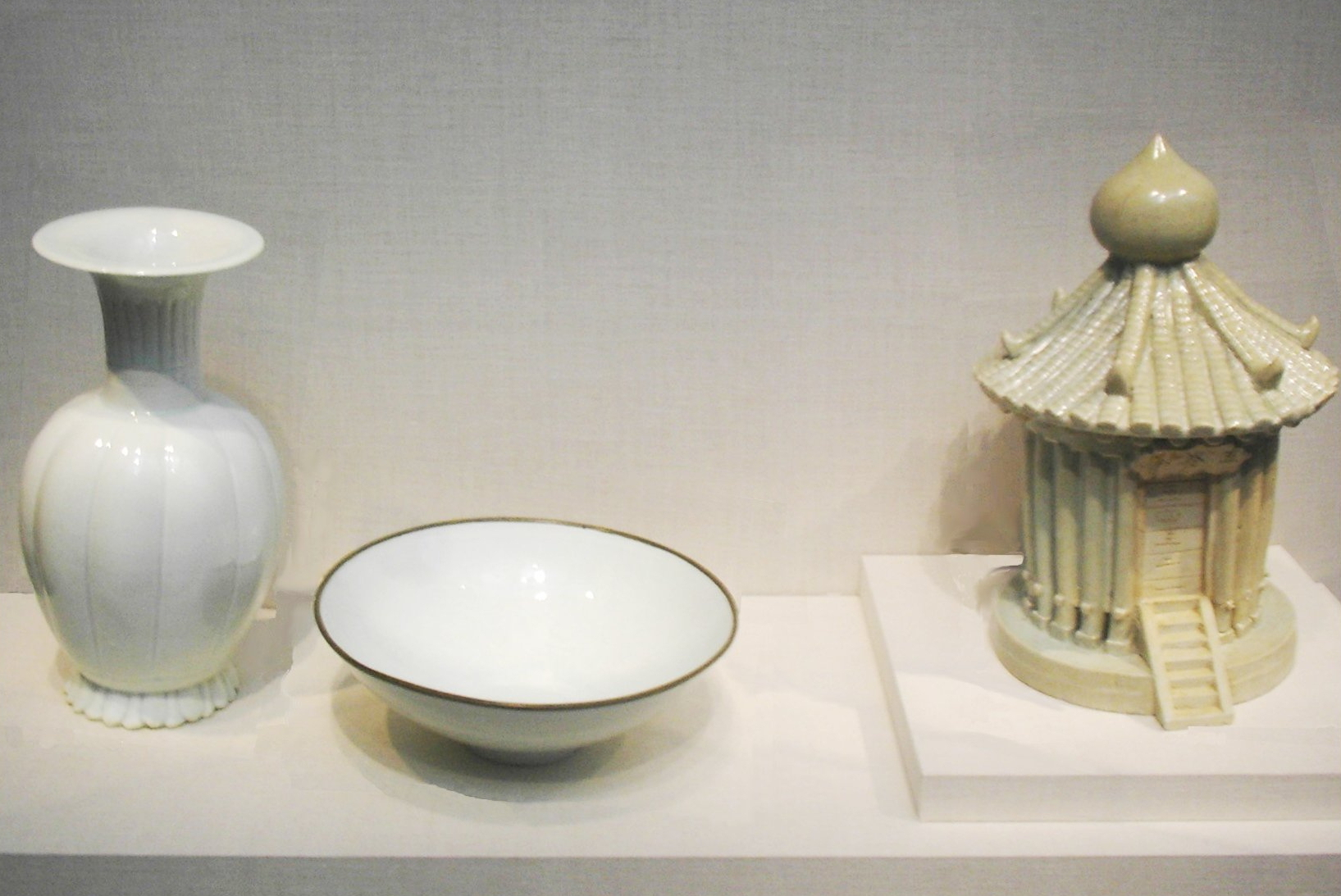
Piezas de (izda. a dcha.) los siglos XI, XII-XIII, XIII, a la derecha un modelo de granero.
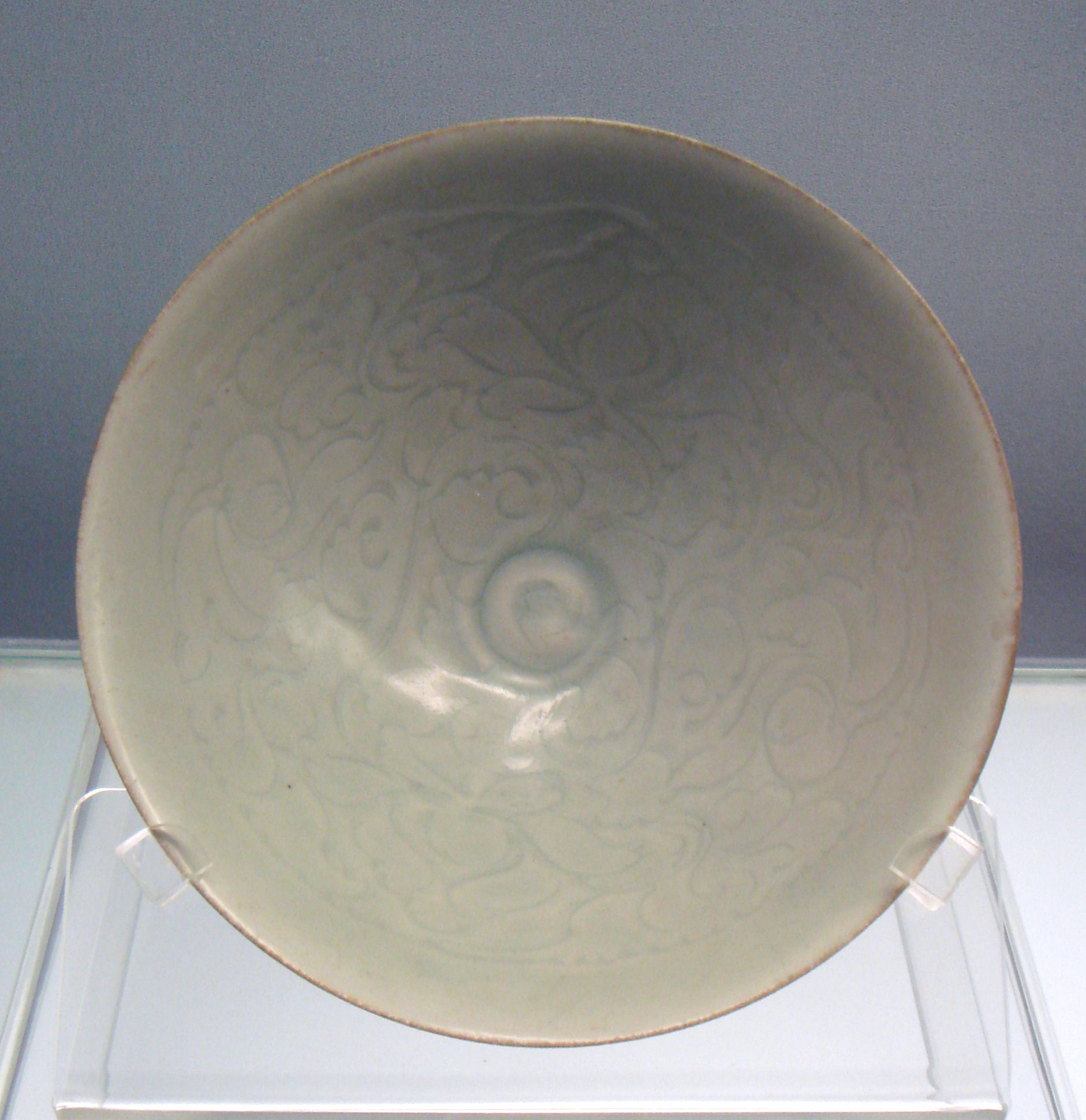
Cuenco con diseño de peonías talladas, loza Jingdezhen, Song del Sur, 1127-1279.
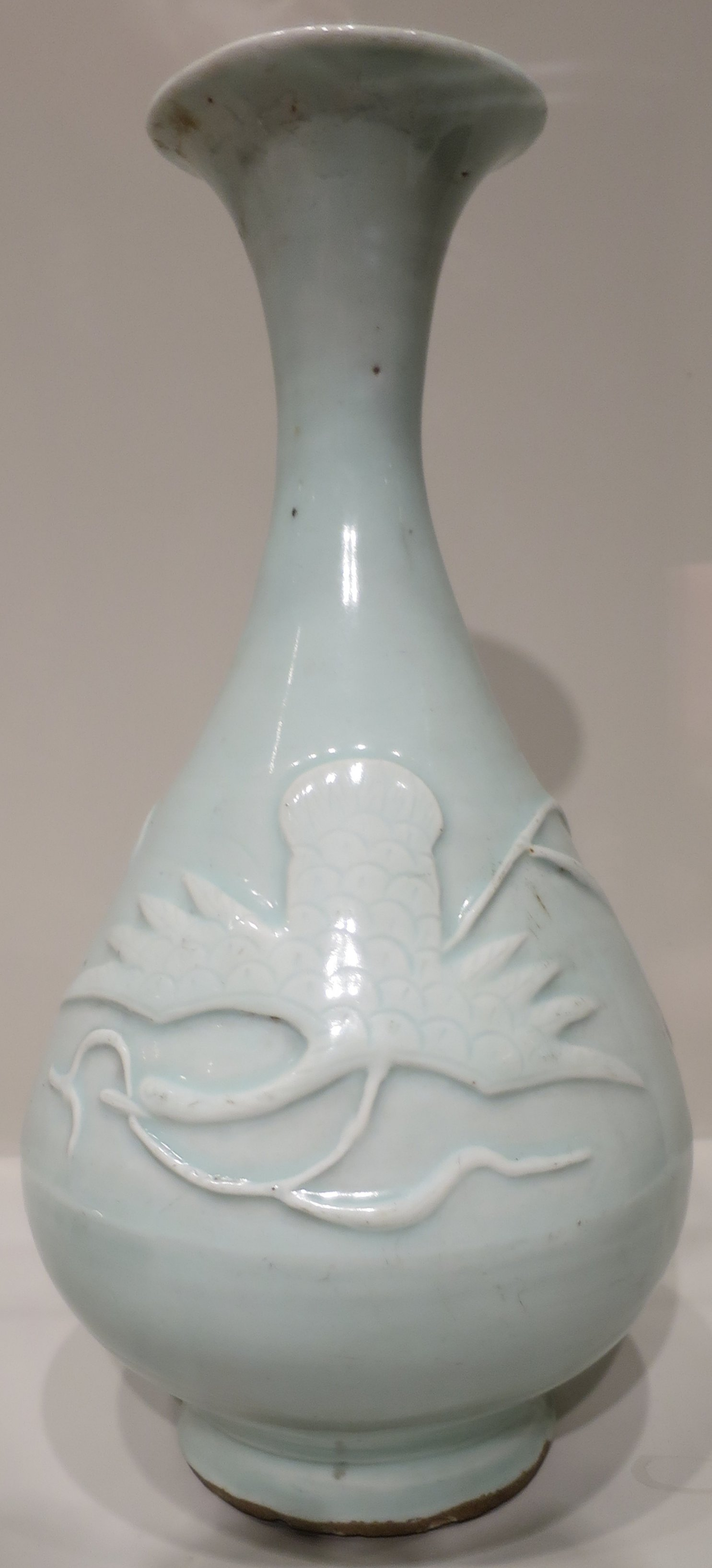
Jarrón de la dinastía Yuan, siglos XIII-XIV.
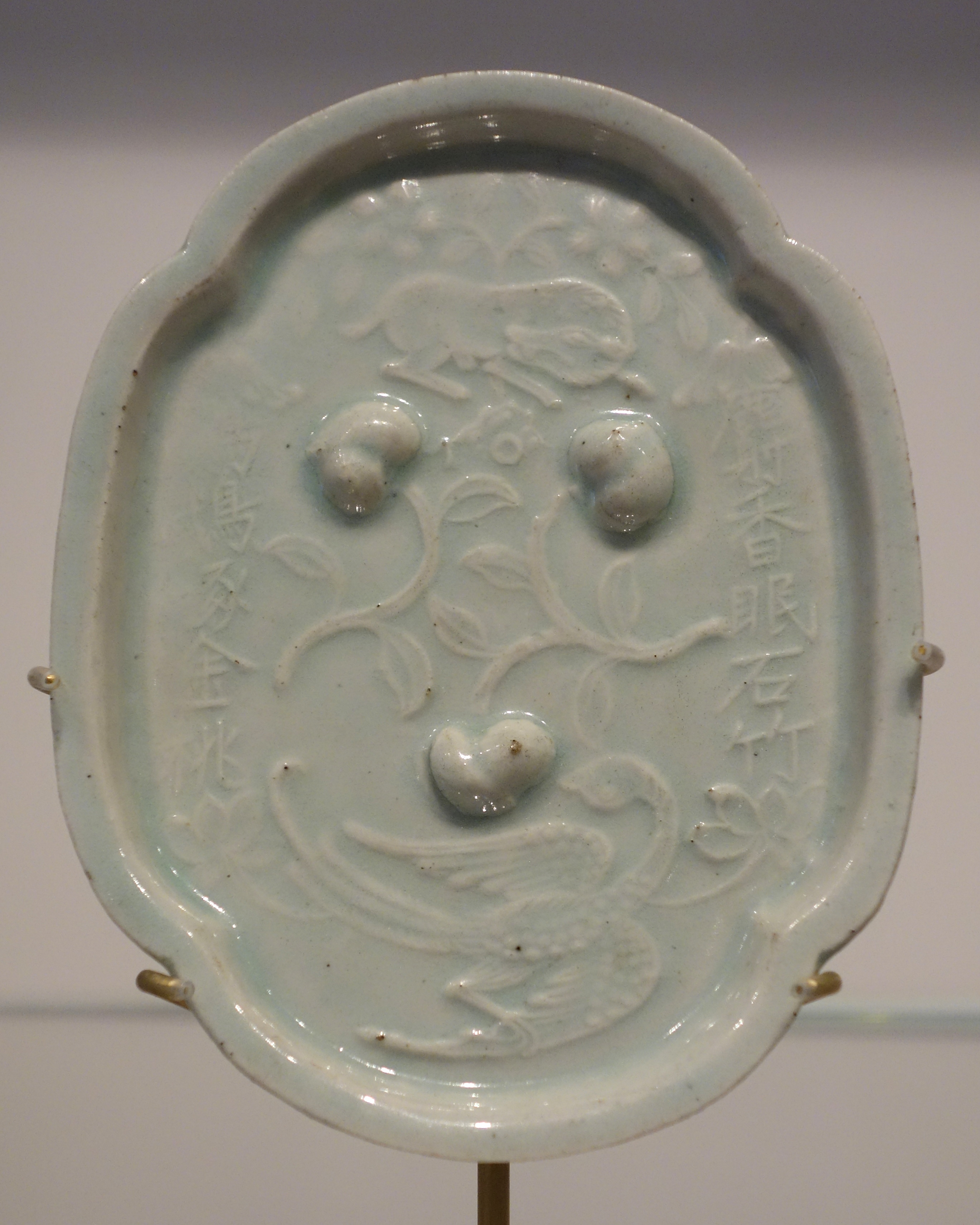
Plato de Jingdezhen con decoración moldeada, dinastía Yuan, c. 1300-1368.
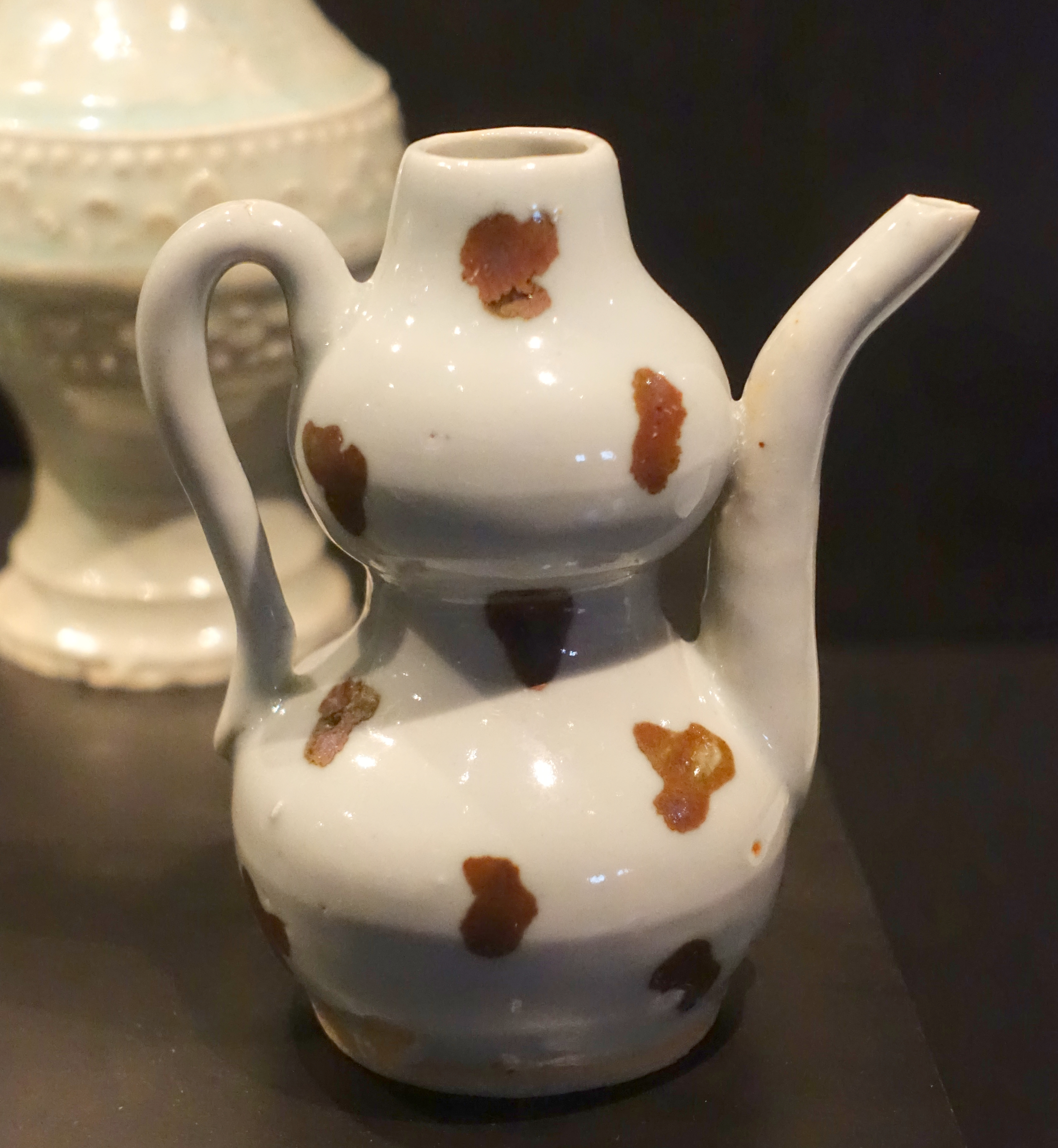
Jarra en forma de calabaza con manchas marrón hierro, dinastía Yuan, 1279-1368.